# Antonio de Nebrija

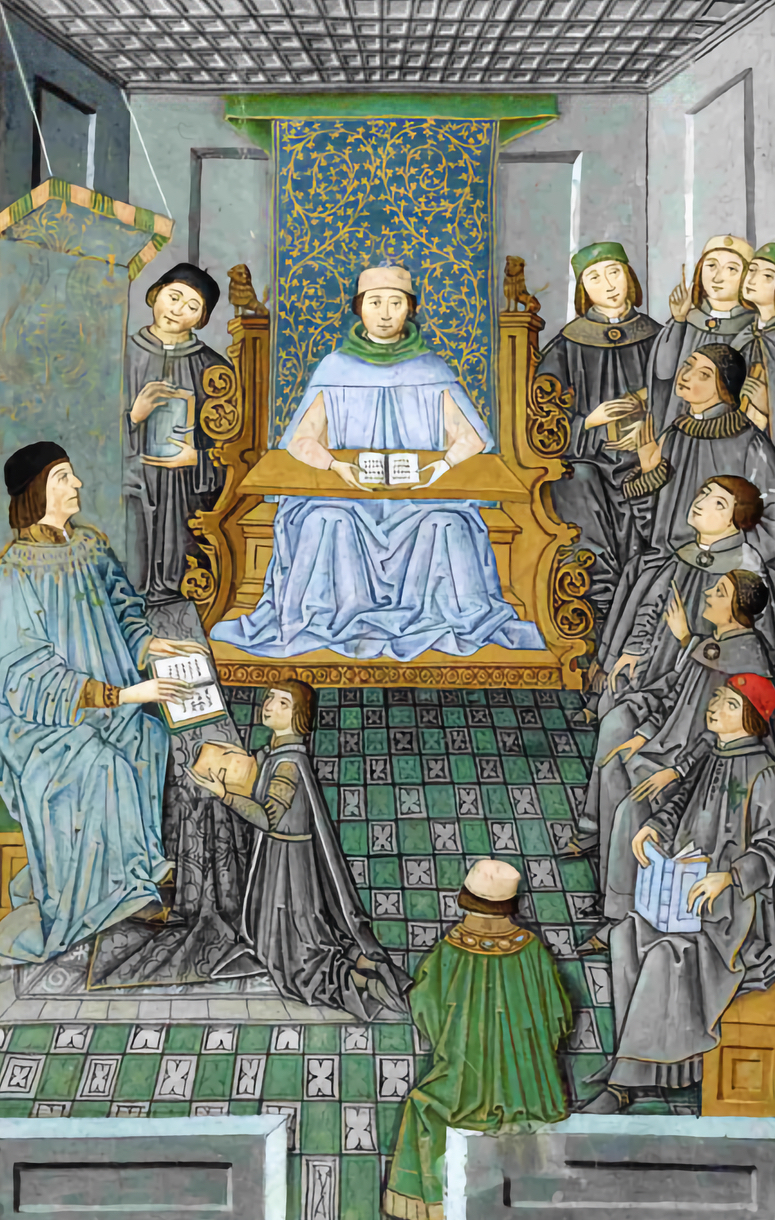
Antonio de Nebrija während einer Vorlesung in Anwesenheit von
Juan de Zúñiga y Pimentel (l.)

Antonio de Nebrija, (eigentlich: Antonio Martínez de Cala y Xarana * 1441 oder 1444 in Lebrija, Sevilla; † 2. Juli 1522 in Alcalá de Henares) war ein kastilischer Humanist und Philologe.

## Name
Elio Antonio de Nebrija war der Name, den Antonio Martínez de Cala y Xarana nach seinem Studium in Italien als Autor seiner Werke benutzte. Er fügte den Vornamen „Elio“ (Aelius) hinzu, zu Ehren des römischen Eroberers der Provinz Baetica, und „de Nebrija“ nach Nebrissa dem lateinischen Namen seines Geburtsortes Lebrija. Als Autor verwendete er verschiedene Formen des Namens, entsprechend der Sprache, in der der Text verfasst war.

## Leben

### Familie
Antonio Martínez de Cala y Xarana war das zweite von fünf Kindern des Ehepaares Juan Martínez de Cala e Hinojosa und Catalina de Xarana y Ojo. Im Jahr 1478 heiratete er Isabel Montesinos de Solís, mit der er eine Tochter und sechs Söhne hatte. Die Tochter Francisca soll ihren Vater erfolgreich in Vorlesungen an der Universität von Alcalá vertreten haben. Der Sohn Sancho, der wie sein Vater in Bologna studiert hatte, war zeitweise Gouverneur auf den Kanarischen Inseln. Ab 1534 besaß er, zusammen mit seinem Bruder Sebastian, eine Druckerei in Granada.

### Ausbildung
Im Jahr 1458 begann Antonio sein Studium an der Universität Salamanca, das er vier Jahre später mit einem Abschluss in Rhetorik und Grammatik beendete. Danach bekam er ein Theologiestipendium des Bistums Córdoba um auf dem Real Colegio Mayor de San Clemente de los Españoles in Bologna Theologie, Latein, Griechisch und Hebräisch zu studieren. Er nutzte den Aufenthalt um sich auch mit Medizin, Rechtswissenschaften, Kosmografie, Mathematik, Geographie, Geschichte und besonders Grammatik zu beschäftigen.

## Tätigkeit

### Alonso de Fonseca
Im Jahr 1470 kehrte Antonio de Nebrija nach Kastilien zurück und trat in den Dienst des Erzbischofs von Sevilla Alonso de Fonseca y Ulloa. Bei ihm war er als dessen Sekretär und als Lehrer des späteren Bischofs und Staatsmannes Juan Rodríguez de Fonseca tätig.

### Universität Salamanca

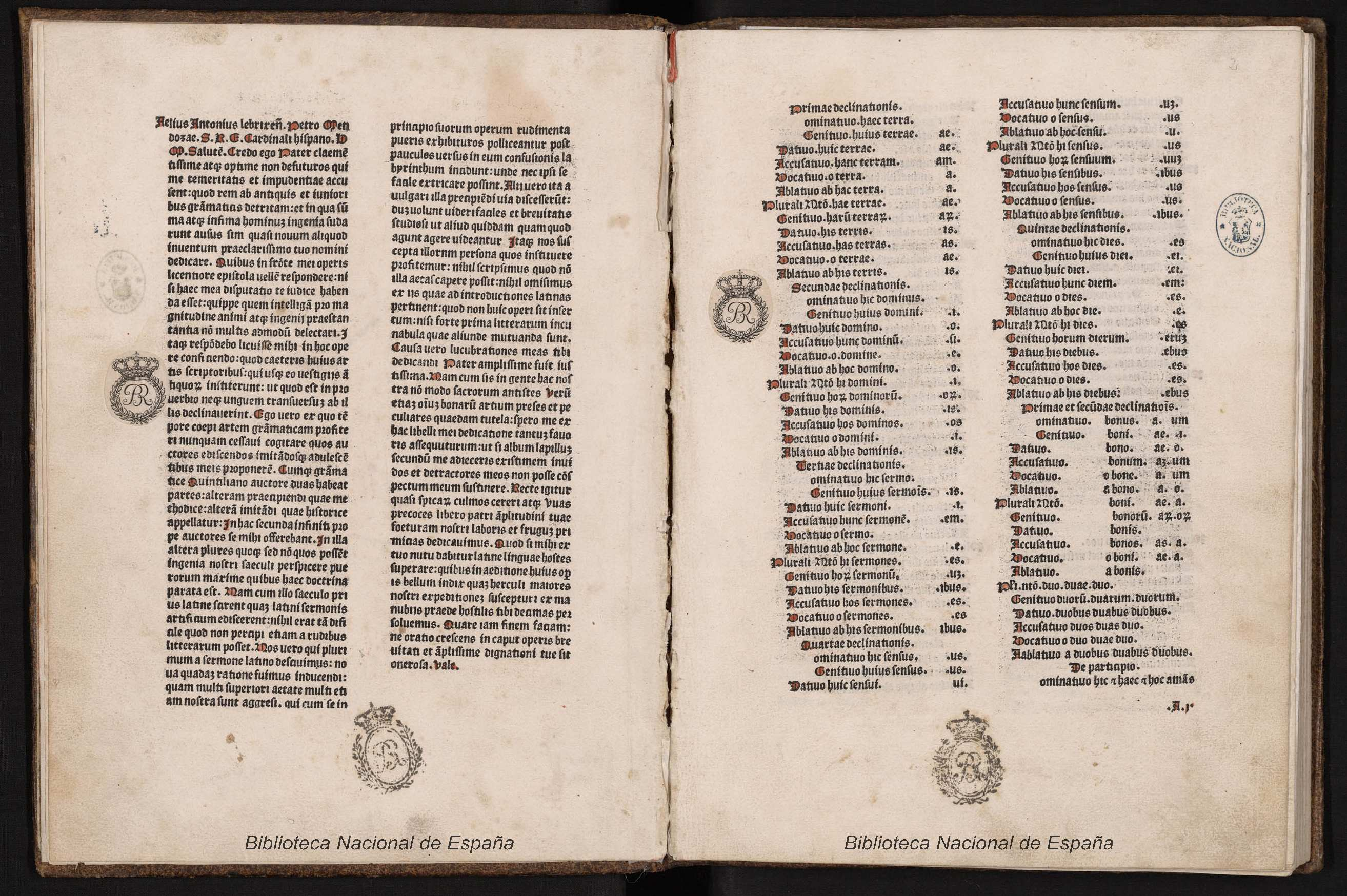
Erste Doppelseite der Introductiones latinae gedruckt 1481

Nach dem Tod des Erzbischofes Alonso de Fonseca I. hielt Antonio de Nebrija ab Juli 1475 an der Universität von Salamanca Vorlesungen in Eloquenz und Poesie. Im Jahr 1476 bekam er dort den Lehrstuhl für lateinische Grammatik. Für die Humanisten der damaligen Zeit galt die Kenntnis der lateinischen Grammatik als die Grundlage aller Wissenschaften. Die Auffassung Nebrijas bezüglich der Methodik und Didaktik seines Unterrichtes stieß in Salamanca auf Widerstand. Die im Jahr 1481 veröffentlichen Introductiones latinae („Einführung in die lateinische Sprache“) waren ein großer verlegerischer Erfolg. Das Werk war, in ständig neu überarbeiteten Auflagen, über lange Zeit das bedeutendste Lehrbuch der lateinischen Sprache in Kastilien.

### Juan de Zúñiga
Juan de Zúñiga y Pimentel, war bis zum Jahr 1492 Großmeister des Alcántaraordens und ab 1503 Erzbischof von Sevilla. Er zahlte Antonio de Nebrija, der seit zwölf Jahren an der Universität von Salamanca unterrichtete, ab 1487 ein Einkommen, mit dem dieser sich frei von Unterrichtsverpflichtungen vollständig auf seine Forschungen konzentrieren konnte. In den Jahren vor dem Tod Juan de Zúñigas († 1504) erschienen viele der wichtigsten Werke Nebrijas. Auf die Bitte der Königin Isabella hin versah er im Jahr 1488 seine lateinische Grammatik (Introductiones latinae) mit Erklärungen in kastilischer Sprache. Im Jahr 1492 brachte Antonio de Nebrija die „Grammatik der kastilischen Sprache“ (Gramática de la lengua castellana) heraus. Sie gilt als das erste Lehrbuch einer europäischen Volkssprache. Im selben Jahr erschien das Dictionarium latino-hispanicum („Wörterbuch Latein-Kastilisch“), 1495 das Dictionarium hispano-latinum („Wörterbuch Kastilisch-Latein“). Antonio de Nebrija beschränkte sich nicht auf das Verfassen sprachwissenschaftlicher Veröffentlichungen. Vermutlich im Jahr 1498 brachte er das Werk Isagoge Cosmographiae heraus, das sich mit Problemen der Geographie und der Astronomie beschäftigte. Der Gegenstand des 1499 verfassten Textes Muestra de las antigüedades de España ist die Geschichte Spaniens.

### Complutensische Polyglotte
Der Erzbischof von Toledo Francisco Jiménez de Cisneros war der Ansicht, dass es zum besseren Verständnis des Inhaltes der Bibel sinnvoll sei, sie in ihren ursprünglichen Sprachen zu studieren. Seine Absicht war es, ein Werk erarbeiten zu lassen, in dem die Texte in unterschiedlichen Sprachen gegenübergestellt gedruckt waren. Um diese, heute als Complutensische Polyglotte bekannte mehrsprachigen Ausgabe der kompletten Bibel zu schaffen, versammelte er im Sommer des Jahres 1502 die damals in Kastilien bekanntesten Spezialisten für die ursprünglichen Sprachen der Bibel, Aramäisch, Hebräisch, Griechisch und Latein. Antonio de Nebrija galt als bedeutender Kenner der lateinischen Sprache und er besaß umfassende Kenntnisse der anderen Sprachen; er hatte darüber hinaus Erfahrungen mit dem Druck von Texten, die nicht das Lateinische Schriftsystem verwendeten. Die Tätigkeit der Arbeitsgruppe begann mit der Beschaffung und dem Sichten der Manuskripte die als Ausgangstexte für die mehrsprachigen Ausgabe der kompletten Bibel verwendet werden sollten. Cisneros und seine Mitarbeiter mussten feststellen, dass es verschiedene Übersetzungen der Bibeltexte gab, die abhängig vom unterschiedlichen Sprachgebrauch oder den religiösen Traditionen sehr stark voneinander abwichen. Die Kirche hielt die lateinische Vulgata, eine dem heiligen Hieronymus zugeschriebene Übersetzung, für geheiligt und unveränderbar. Nebrija hatte bereits früher darauf hingewiesen, dass die damals verwendeten Abschriften, häufig durch Nachlässigkeit der Kopisten, Fehler aufwiesen und daher eine Überprüfung der Vulgata auf der Grundlage der aramäischen, hebräischen und griechischen Texte dringend erforderlich sei. Der Erzbischof von Toledo, Francisco Jiménez de Cisneros, legte dagegen als Richtlinie fest, dass der Text der Vulgata, so wie er sich auf die alten Handschriften stützt, nicht geändert werden sollte. Nebrija akzeptierte das nicht und beendete seine direkte Mitarbeit an der Herausgabe der Complutensischen Polyglotte.

### Inquisition
Nebrija entwarf einen Text, in welchem er fünfzig Textstellen darstellte, in denen nach seiner Ansicht die Vulgata fehlerhaft war. Als der Generalinquisitor der Spanischen Inquisition und Erzbischof von Sevilla Diego de Deza von der Arbeit erfuhr, ließ er alle Entwürfe und Aufzeichnungen zu dem Thema bei Nebrija beschlagnahmen. Nach der Fürsprache des Erzbischofs Francisco Jiménez de Cisneros wurden die Papiere an Antonio de Nebrija zurückgegeben. Durch das Angebot, keine Kommentare zu dem Thema zu verfassen, gelang es ihm, in einem nicht formalen Prozess weitere Folgen zu vermeiden. Nachdem Cisneros im Jahr 1507 Generalinquisitor in Kastilien geworden war, konnte Antonio de Nebrija seine Ansichten zu dem Thema äußern, ohne mit Zwangsmaßnahmen rechnen zu müssen. Die Genehmigung zum Druck der Quinquagena, in der die fünfzig Änderungsvorschläge begründet wurden, gab Kardinal Cisneros erst im Jahr 1516 als der Druck der Complutensischen Polyglotte abgeschlossen war.

### Universität Salamanca
Nach dem Tod seines Gönners Juan de Zúñiga, im Sommer 1504, sah Antonio de Nebrija sich gezwungen, um seinen Lebensunterhalt zu verdienen, nach zehn Jahren wieder eine Stelle an der Universität Salamanca anzunehmen. Er bekam dort im Jahr 1505 einen Lehrstuhl für Grammatik, doch vernachlässigte er seine Unterrichtsverpflichtungen. Nachdem er vier Monate keine Vorlesungen gehalten hatte, erklärte die Universität im Februar 1509 den Lehrstuhl für unbesetzt.
Eine wirtschaftliche Unterstützung bekam er dadurch, dass der Regent von Kastilien, König Ferdinand, ihn im März 1509 zum Cronista real de la Corona de Castilla („Königlicher Chronist der Krone von Kastilien“) ernannte. Das war ein Amt mit einem Jahresgehalt von 80.000 Maravedíes.
Im August des Jahres 1509 bewarb Antonio de Nebrija sich um den Lehrstuhl für Rhetorik der Universität Salamanca. Da es keinen anderen Kandidaten gab, erhielt Nebrija am 3. Oktober 1509 die Zusage. Die Arbeit an der Universität Salamanca wurde für ihn aber immer unangenehmer, da die Professoren der Theologie, der Rechtswissenschaften, der Philosophie und Medizin feindselige Stimmung gegen den Philologen machten. Im Jahr 1513 bekam er einen Lehrstuhl an der Universität Sevilla.

### Universität Alcalá
Im Jahr 1514, als er siebzig Jahre alt war, gewährte Kardinal Cisneros ihm einen Lehrstuhl für Rhetorik an der neuen Universität von Alcalá de Henares mit dem Vorrecht, dass er Vorlesungen halten könne über was er wolle, und wenn er keine Vorlesungen halten wolle, das auch nicht müsse. Es ging Kardinal Cisneros dabei nicht um die Universität, sondern darum, Antonio de Nebrija zu bezahlen für das, was er für Spanien getan hatte. Im Jahr 1517 wurden seine Reglas de Orthographía en la lengua castellana (Regeln der Orthographie der kastilischen Sprache) gedruckt.
Am 2. Juli 1522 starb Antonio de Nebrija in Alcalá de Henares. Er wurde in der Capilla de San Ildefonso, der Kirche der Universität Alcalá, beigesetzt.

## Werke
- Introductiones latinae. Salamanca 1481 (Digitalisat)
- Gramática de la lengua castellana. Salamanca 1492 (Digitalisat)
- Dictionarium Latino-Hispanicum. Salamanca 1492 (Digitalisat)
- Dictionarium Hispano-Latinum. Salamanca 1495 (Digitalisat)
- Artis rhetoricae compendiosa coaptatio ex Aristotele[,] Cicerone & Quintiliano. Alcalá de Henares 1515 (Digitalisat)